# Джоджора
Джоджора или Стырдон (осет. Джоджора, Стырдон, груз. ჯეჯორა) — река в Южной Осетии и Грузии. Берёт начало на южном склоне Главного Кавказского хребта в бывшем югоосетинском селе Лет, при впадении в реку Джочиара реки Леткомдон. Длина реки — 45 км, площадь водосбора 438 км². В среднем расход воды в устье 12,2 м³/с. Устье расположено в грузинском городе Они — Джоджора впадает в Риони слева.

## Населённые пункты на реке

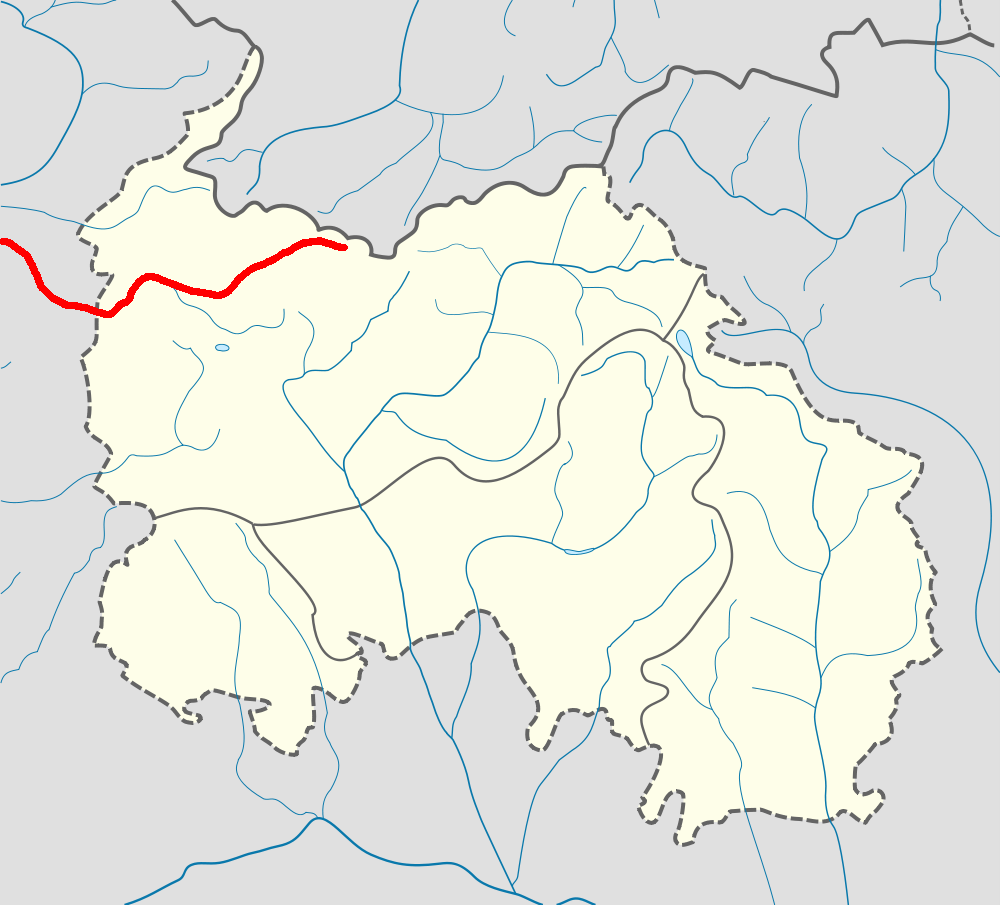
Джоджора с Джочиарой на карте Южной Осетии

От истока к устью
Южная Осетия
- Лет (Лети)
- Кевселт
- Тамаджин
- Кобет (Кобети)
- Стырмасыг,
- Саджилзаз,
- Начрепа,
- Гулианта,
- Надарваз, или Алборта
- Киров,
- Бзита,
- Масыгуат,
- Засета
- город Квайса
- Часавал
- Шеубани (Шеубан)
- Ахсаргина (Ахсарджин)
- Шембыл,
- Мартгаджина (Миртгаджин)

Грузия
- Ири
- Гунда
- Ахалсопели
- Ончеви
- Пипилети
- Цола
- город Они

## Бассейн
Объекты по порядку от устья к истоку ( км от устья: ← левый приток | → правый приток | — объект на реке ):
→ Джочиара
← Леткомдон
← Кевселета-Комидон
→ Цитшдон
← Морихо
→ Стирмасигидон
← Грамула
← Баштати-Комидон
→ Везури
← Джуги-Комидон
→ Фареджин-Ком
← Дунджин
← Ватра
← Цминдацкали (Джварида)
← Тельнарисцкали
→ Чачисцкали
← Чилорисгеле
→ Кведрула
 — озеро Кведи
 — Кведиком
← Чалисикали
← Бартаула

## Топографические карты
- Лист карты K-38-51 Они. Масштаб: 1 : 100 000. Состояние местности на 1987 год. Издание 1990 г.
- Лист карты K-38-52 Джава. Масштаб: 1 : 100 000. Состояние местности на 1987 год. Издание 1989 г.